# An Đồ
An Đồ (tiếng Trung: 安图县, Hán Việt: An Đồ huyện) là một huyện của châu tự trị Diên Biên, tỉnh Cát Lâm, Trung Quốc. Huyện này có diện tích 7444 km2, dân số 220.000 người, mã số bưu chính 1333600. Huyện lỵ đóng ở trấn Minh Nguyệt. Huyện này được chia ra 7 trấn, 6 hương.